# 2004 ET95
2004 ET95, também escrito como 2004 ET95, é um objeto transnetuniano que está localizado no Cinturão de Kuiper, uma região do Sistema Solar. Este corpo celeste é classificado como um cubewano. Ele possui uma magnitude absoluta de 7,3 e tem um diâmetro estimado com 153 km.

## Descoberta
2004 ET95 foi descoberto no dia 15 de março de 2004 pelo astrônomo Marc W. Buie.

## Órbita
A órbita de 2004 ET95 tem uma excentricidade de 0,038 e possui um semieixo maior de 43,785 UA. O seu periélio leva o mesmo a uma distância de 42,104 UA em relação ao Sol e seu afélio a 45,467 UA.